# William Rowley
William Rowley (1585? - 1626) fou un dramaturg i actor anglès de l'època jacobina. Més conegut per obres escrites en col·laboració amb escriptors de més èxit. S'estima que la seva data de naixement va ser c. 1585; va ser enterrat l'11 de febrer de 1626 al cementiri deSt James's, Clerkenwell,al nord de Londres. (Un registre inequívoc de la mort de Rowley es va descobrir el 1928, però algunes autoritats persisteixen a enumerar la seva data de mort com a 1642.)
Com molts altres autors de la seva època, és força desconegut quant a biografia. Fou un actor de la companyia de William Shakespeare i se li atribueix l'autoria d'una quinzena d'obres escrites en col·laboració amb els seus contemporanis, sobretot La bruixa d'Edmonton (amb Thomas Dekker i John Ford), The Changeling (amb Thomas Middleton). Com a autor únic va compondre quatre obres: A New Wonder, A Woman never Vext (1632), Un partit a mitjanit (1633), A Tragedie called Alls Lost buy Lust (1633) i A Shoomaker a Gentleman with the Life and Death of the Cripple that stole the Weathercock at Paules (1638).

## Vida i obra
Rowley va ser un actor-dramaturg especialitzat a interpretar personatges de pallasso (és a dir, personatges la funció dels quals és oferir una comèdia baixa). També devia ser un home alt, ja que el seu fort residia específicament en els papers de pallasso gros. Va interpretar el Fat Bishop a A Game at Chess de Thomas Middleton i Plumporridge a Inner Temple Masque del mateix autor. També va escriure parts de pallasso gros per interpretar-se: Jaques a All's Lost by Lust (un paper "personalitzat pel poeta", afirma el estats quarto de 1633) i Bustopha a The Maid in the Mill, la seva col·laboració amb John Fletcher. Sens dubte, va interpretar Simplicity a The World Tossed at Tennis, i probablement a Cough en A Fair Quarrel, i com que es tracta de col·laboracions entre Middleton i Rowley, es qualifiquen com a dues parts més que Rowley va escriure per ell mateix. (L'evidència interna mostra que en les col·laboracions, Rowley normalment s'encarregava de la sub-trama del còmic, tot i que no es limitava només al material còmic: a The Changeling, A Fair Quarrel i The Maid in the Mill, també va escriure parts substancials de les trames principals.) La part del pallasso sense nom a El naixement de Merlí mostra signes de ser un altre paper que el dramaturg Rowley va escriure tenint en compte l'actor Rowley.
Com a escriptor, Rowley era gairebé exclusivament un dramaturg; el pamflet A Search for Money (1609) és la seva única obra sostinguda de prosa no dramàtica. Dues obres de teatre s'accepten generalment com a obres en solitari de Rowley: A Shoemaker a Gentleman (c. 1607–9) i All's Lost by Lust (1619). Altres tres obres que podrien haver estat obres en solitari de Rowley no han sobreviscut: Hymen's Holidays o Cupid's Vagaries (1612), A Knave in Print (1613) i The Fool Without Book (també 1613).
Rowley sembla haver començat la seva carrera treballant per a "Queen Anne's Men" al "Red Bull Theatre". L'any 1609, va formar part d'un grup d'actors que van fundar una nova companyia de teatre, "The Duke of York's Men", que es va conèixer com "Prince Charles's Men" després de 1612. La major part de la carrera de Rowley es va dedicar a escriure i fer pallasso per a aquesta companyia, que era basat en una sèrie de teatres diferents, com ara el Teló, l'Esperança i el Red Bull. Rowley va ser el beneficiari de les seves actuacions a la Cort durant l'era 1610–15.
El 1623, Rowley va abandonar la seva companyia i es va unir al reeixit "King's Men at the Globe", fins a la seva mort el 1626. Tot i que relativament breu, la seva estada amb el grup va ser intensa: el 1624 es va veure embolicat en la polèmica de "Game at Chess" a l'agost. i l'afer del virrei espanyol al desembre. Els papers que va assumir amb la companyia probablement incloïen Cacafogo a Rule a Wife i Have a Wife, el Cook a Rollo Duke of Normandy i Tony a A Wife for a Month.
Notablement, Rowley no necessàriament va restringir els seus esforços d'escriptura teatral a la companyia amb la qual estava compromès com a actor. El 1624 va ser membre de "King's Men", la famosa companyia de Shakespeare, i l'agost d'aquell any va actuar a la seva famosa producció dA Game at Chess, però el mateix any va treballar en l'obra ara perduda Keep the Widow Waking amb Dekker, Ford i Webster, que estava destinat al "Red Bull Theatre".

## Obres de Rowley
El cànon de Rowley està plagat per la incertesa i per les complexitats de la col·laboració: el següent és només una guia aproximada.

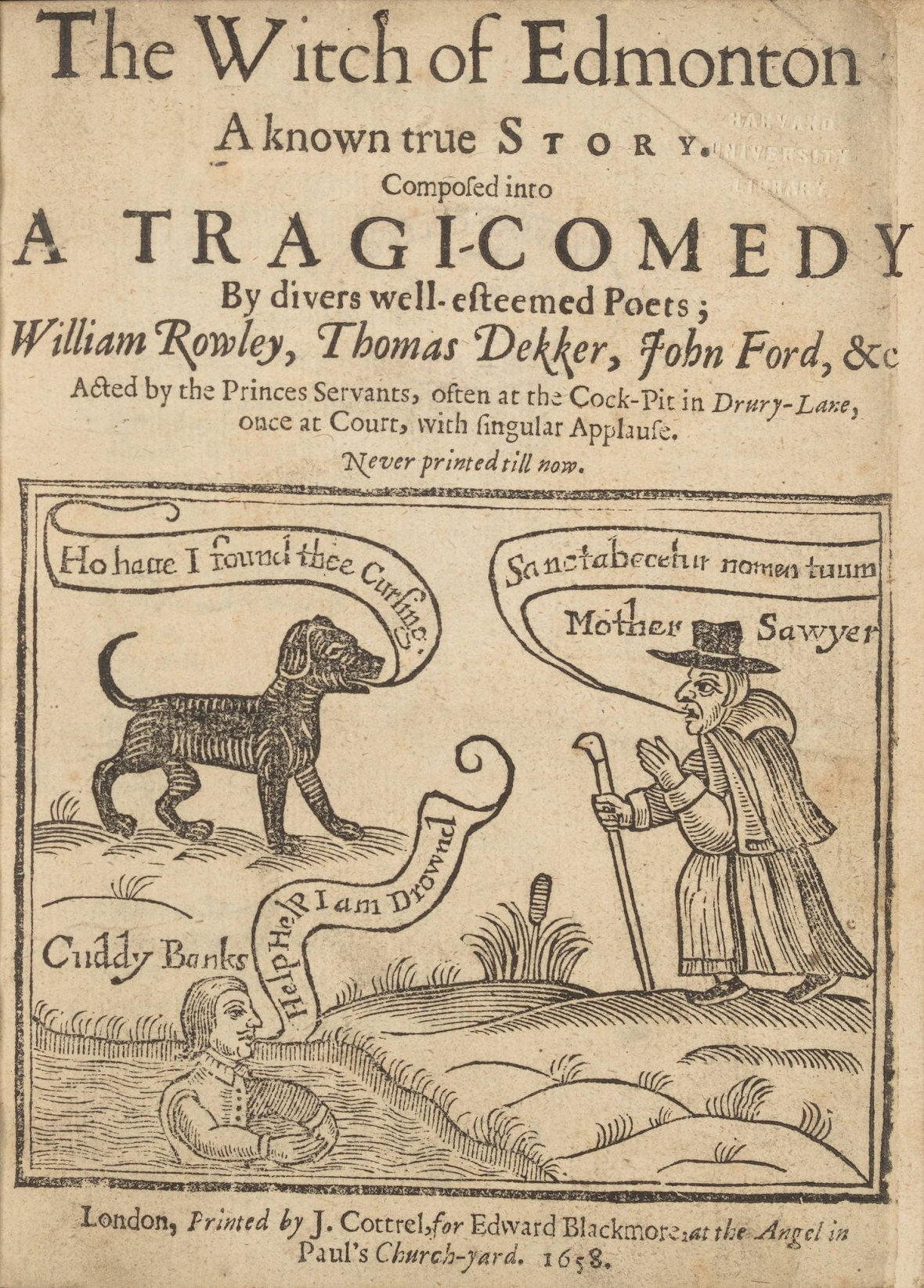
The Witch of Edmonton, 1658

- All's Lost by Lust (performed 1618–19; printed 1633)
- The Birth of Merlin; o, The Child Hath Found its Father (realitzat el 1622; imprès el 1662). La portada afirma que William Shakespeare és el coautor de Rowley, però aquesta afirmació és discutida.
- The Changeling (realitzat el 1622; imprès el 1653). Coescrita amb Thomas Middleton.
- A Cure for a Cuckold (realitzat el 1624; imprès el 1661). Coescrita amb John Webster.
- A Fair Quarrel (realitzat el 1614–17; imprès el 1617). Coescrita amb Thomas Middleton.
- Fortune by Land and Sea (realitzat c.1607; imprès 1655). Coescrita amb Thomas Heywood.
- The Maid in the Mill (realitzat el 1623; imprès el 1647). Coescrita amb John Fletcher.
- A Match at Midnight (realitzat c.1622; imprès 1633). S'atribueix només a 'W. R.', i l'anàlisi estilística suggereix que potser no és de Rowley.
- A New Wonder, a Woman Never Vexed (realitzat el 1610–14; imprès el 1632). Possiblement una col·laboració; George Wilkins i Thomas Heywood han estat suggerits com a coautors.
- The Old Law, o A New Way to Please You (interpretat el 1618; imprès el 1656). Coescrit amb Thomas Middleton i, possiblement, un tercer col·laborador que podria haver estat Philip Massinger o Thomas Heywood.
- A Shoemaker a Gentleman (data de composició desconeguda; imprès el 1638)
- The Spanish Gypsy (realitzat el 1623; imprès el 1653). Tot i que la portada atribueix aquesta obra a Rowley i Thomas Middleton, l'anàlisi estilística afavoreix un equip de dramaturg diferent: John Ford i Thomas Dekker.
- The Thracian Wonder (data de composició desconeguda; imprès 1661). La portada atribueix aquesta obra a Rowley i John Webster encara que pocs lectors accepten la presència de Webster.
- The Travels of the Three English Brothers (realitzat i imprès 1607). Coescrit amb George Wilkins i John Day.
- Wit at Several Weapons (realitzat c.1615; imprès 1647). Tot i que es va imprimir per primera vegada com a part del foli Beaumont i Fletcher, l'anàlisi estilística suggereix que aquesta obra va ser fortament revisada per Rowley i Thomas Middleton.
- The Witch of Edmonton (realitzat el 1621; publicat el 1658). Coescrit amb John Ford i Thomas Dekker.
- The World Tossed at Tennis (realitzat i imprès 1620). Coescrita amb Thomas Middleton.